# Hapagfly
Hapagfly  (Code AITA : HF ; code OACI : HLF) était une compagnie aérienne allemande. Elle a fait partie du plus grand groupe de tourisme au monde, le groupe TUI, basé à Hanovre.
Créé en 1972 par la société maritime Hapag-Lloyd, elle prendra le nom de Hapag-Lloyd Flug. 
En 2005 Hapag-Lloyd Flug sera renommé en tant que Hapagfly. Afin de regrouper toutes ses activités aériennes sous un même nom, la plus grande flotte de loisirs d'Europe, sera regroupé sous l'alliance TUIfly. Elle fusionne en 2007 avec Hapag-Lloyd Express pour former TUIfly
Le hub principal est l'Aéroport de Hanovre.

## Historique
- 1972 Création de Hapag-Lloyd Flug.
- 1979 Absorption de Bavaria Germanair
- 2005 Hapag-Lloyd Flug est renommé en Hapagfly à l'instar des autres compagnies du groupe (Jetairfly, Corsairfly, Thomsonfly, Arkefly, TUIfly Nordic)
- 2007 : Hapagfly et HLX deviennent TUIFLY.

## Flotte
La flotte de Hapagfly se compose de 32 appareils (mai 2006):
- 32 Boeing 737-800

## Galerie

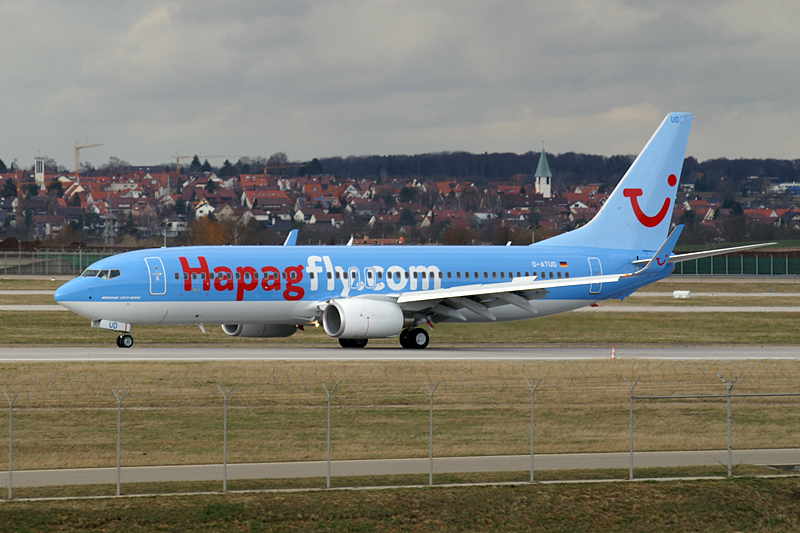
Hapagfly Boeing 737-800 (Date : mars 2006)
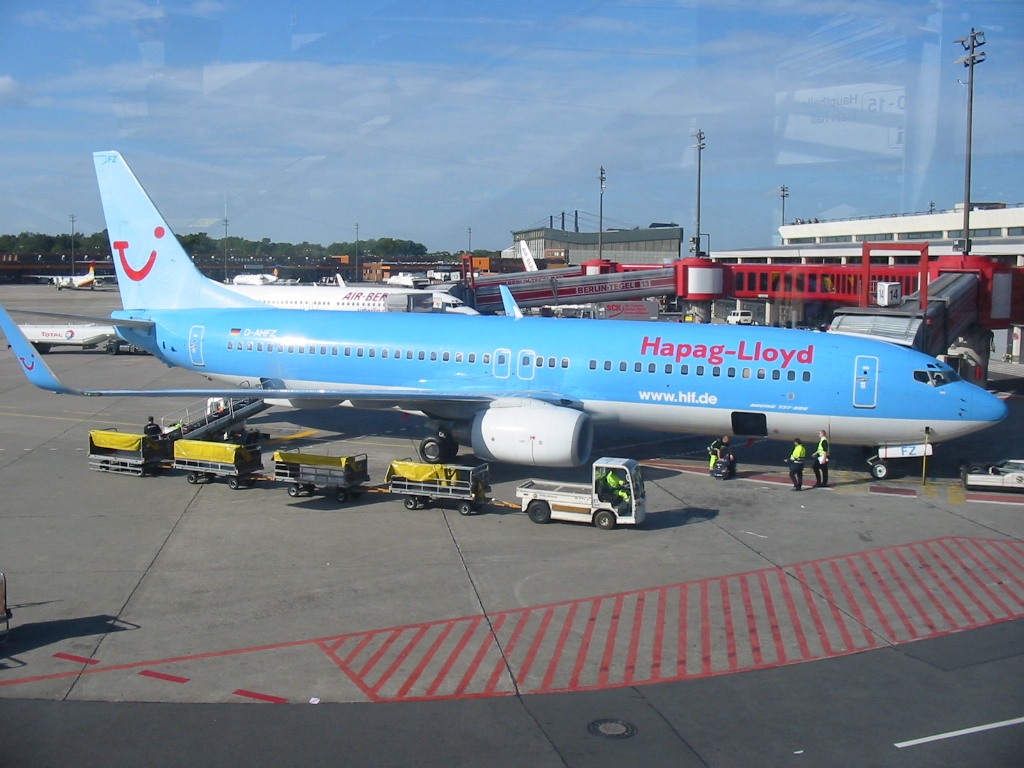
Hapag Lloyd Flug (Date : octobre 2004)